# Mosnac (Charente-Maritime)
Mosnac, auch Mosnac sur Seugne, ist eine Gemeinde im Département Charente-Maritime in der Region Nouvelle-Aquitaine, Frankreich. Sie gehört zum Kanton Pons und zum Arrondissement Jonzac und ist Mitglied des 1992 gegründeten Gemeindeverbands Communauté de communes de la Haute-Saintonge.

## Geographische Lage
Der Kernort liegt unmittelbar westlich der Seugne, die hier mehrere Arme hat. Die Straße D 134 von Jonzac nach Belluire führt westlich an der Kernsiedlung vorbei, die D146 von Saint-Genis-de-Saintonge nach Saint-Grégoire-d’Ardennes und Marignac südlich; sie kreuzen sich am Südwestrand des Kernorts. Das etwa 9 km nördlich gelegene Pons ist über die D 134 nach Belluire und von dort weiter über die D 137 erreichbar.

## Geschichte
Seit dem 11. Jahrhundert war die Seigneurie Mosnac im Besitz der Familie Gartrade, die auch das Schloss in Jonzac innehatte. Zu Beginn des 14. Jahrhunderts kamen Mosnac und Jonzac infolge sukzessiver Heiraten an die Taillefer de Montausier, eine 1031 begründete Nebenlinie des Grafenhauses Taillefer von Angoulême. und bereits 1320 an die Sainte-Maure. Die Seigneurie Mosnac gehörte noch im späten 17. Jahrhundert den Sainte-Maure, kam aber im 18. Jahrhundert in die Hand der Marquise de Dunes. Infolge der Revolution erwarb ein Herr Broussart aus Pons das Schloss in Mosnac. Im Jahr 1841 wurde das Schloss abgerissen und der dazu gehörige Landbesitz an Privatpersonen verkauft.

## Bevölkerungsentwicklung
| - 1793: 721 - 1800: 765 - 1821: 782 - 1836: 714 - 1846: 668 | - 1861: 661 - 1876: 653 - 1901: 625 - 1921: 575 - 1936: 547 | - 1946: 504 - 1962: 491 - 1975: 436 - 1982: 439 - 1990: 431 | - 1999: 448 - 2008: 470 - 2013: 457 |

## Sehenswürdigkeiten
Siehe auch: Liste der Monuments historiques in Mosnac (Charente-Maritime)

### Pfarrkirche Saint-Saturnin

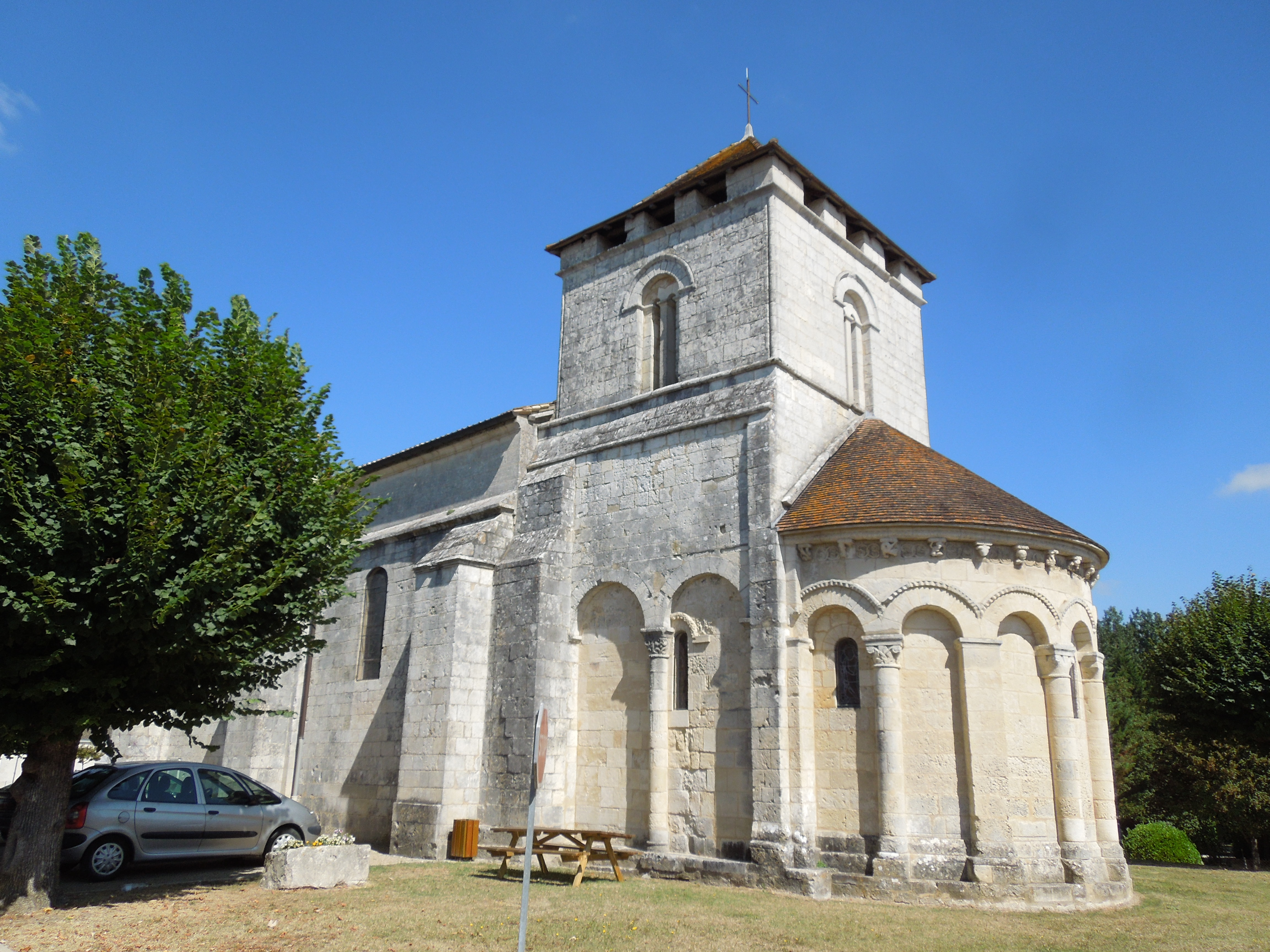
Ostansicht mit Turm und Apsis

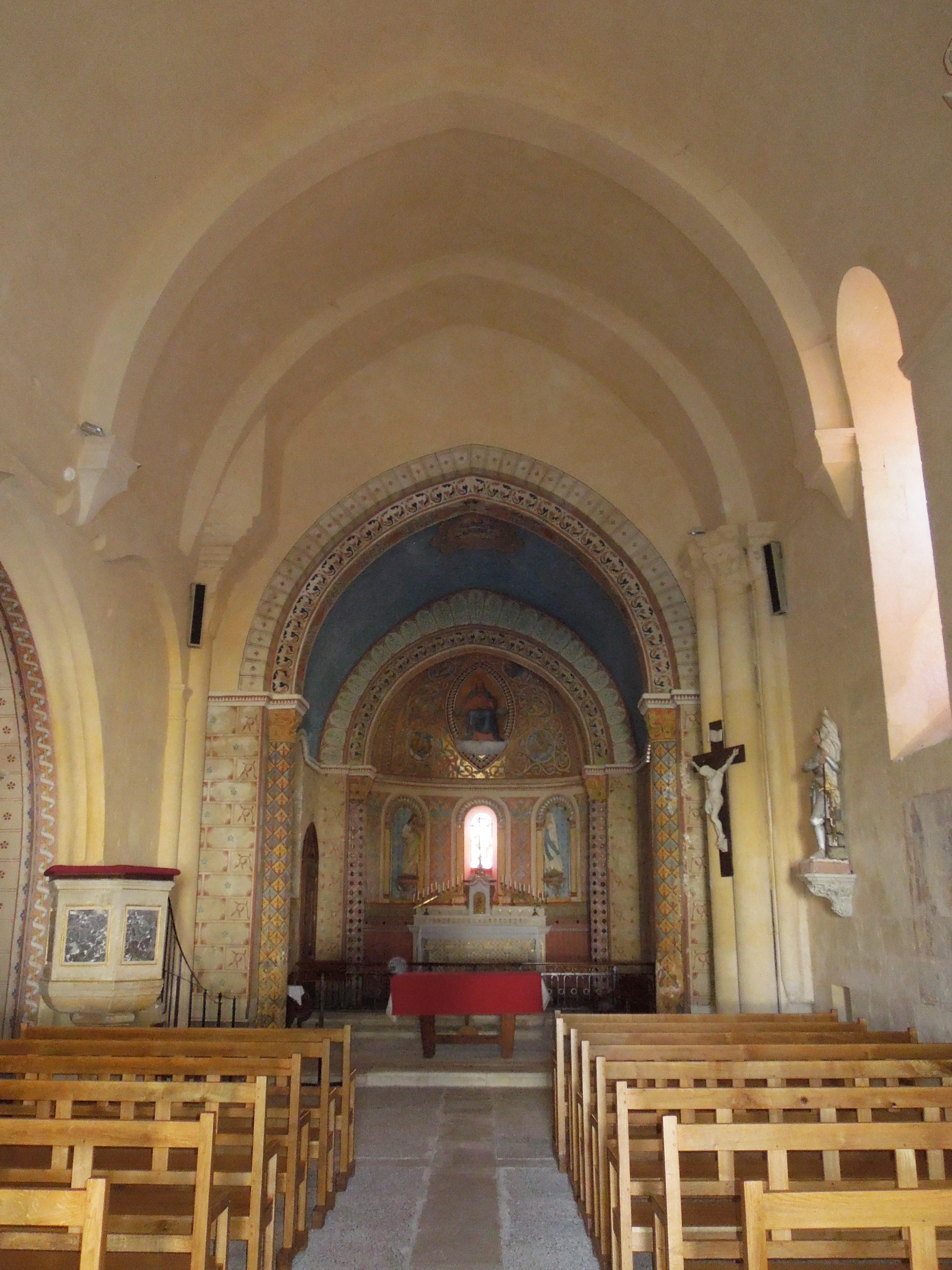
Kirchenschiff

Die romanische Pfarrkirche Saint-Saturnin steht seit 1990 als Monument historique unter Denkmalschutz, die Westfassade und die Apsis bereits seit 1913. Der Bau stammt im Wesentlichen aus dem 12. Jahrhundert. An die ursprünglich einschiffige Kirche mit halbrunder Apsis wurde im 15. Jahrhundert wurde an der Nordseite ein dreijochiges Seitenschiff angebaut. Ein Stufenportal mit fünf gestaffelten Bögen und mit einfachen Motiven verzierten Archivolten nimmt nahezu die gesamte Breite der ursprünglichen Westfassade ein; nur rechts und links schließt sich jeweils ein relatives kleines Blindportal an. Darüber reicht eine Blendarkatur mit fünf Rundbögen auf von schlanken Halbsäulen flankierten Pilastern nahezu über die gesamte Breite der Fassade; nur der mittlere Bogen enthält ein Fenster. Die Archivolten und Kapitelle sind schmuckvoll verziert. Die Fassade des im 15. Jahrhundert angebauten Seitenschiffs ist schmucklos und durch eine kleine Tür und ein Rundbogenfenster durchbrochen. Die Außenseite der an die den mächtigen Turm tragende Vierung anschließenden Apsis ist überaus reich verziert. Der gedrungene Turm hat quadratischen Grundriss und ein ziegelgedecktes Pyramidendach. Um einen Einsturz zu verhindern, wurde, wahrscheinlich im 15. Jahrhundert, an seiner Nord- und Südseite die Außenmauer durch Vorsetzen einer zweiten Mauer verstärkt, die im unteren Teil auf einer Blendarkade mit zwei Bögen auf einer zentralen Halbsäule ruht. Die ursprüngliche Mauer ist in diesem Bereich weiterhin sichtbar. Unter dem Dach hat der Turm je drei viereckige Öffnungen, die einst zur Beobachtung und Verteidigung dienten, heute die Funktion von Schallluken erfüllen. Im Kircheninneren sind die Vierung und der Altarraum in der Apsis reich ausgemalt. An der südlichen Längswand des Langhauses befinden sich Wandmalereien aus der Zeit der Romanik. Die Stirnwand des Seitenschiffs ist mit der Maria (Mutter Jesu) gewidmeten Gemälden ausgeschmückt.

### Kapelle Notre-Dame-des-Champs

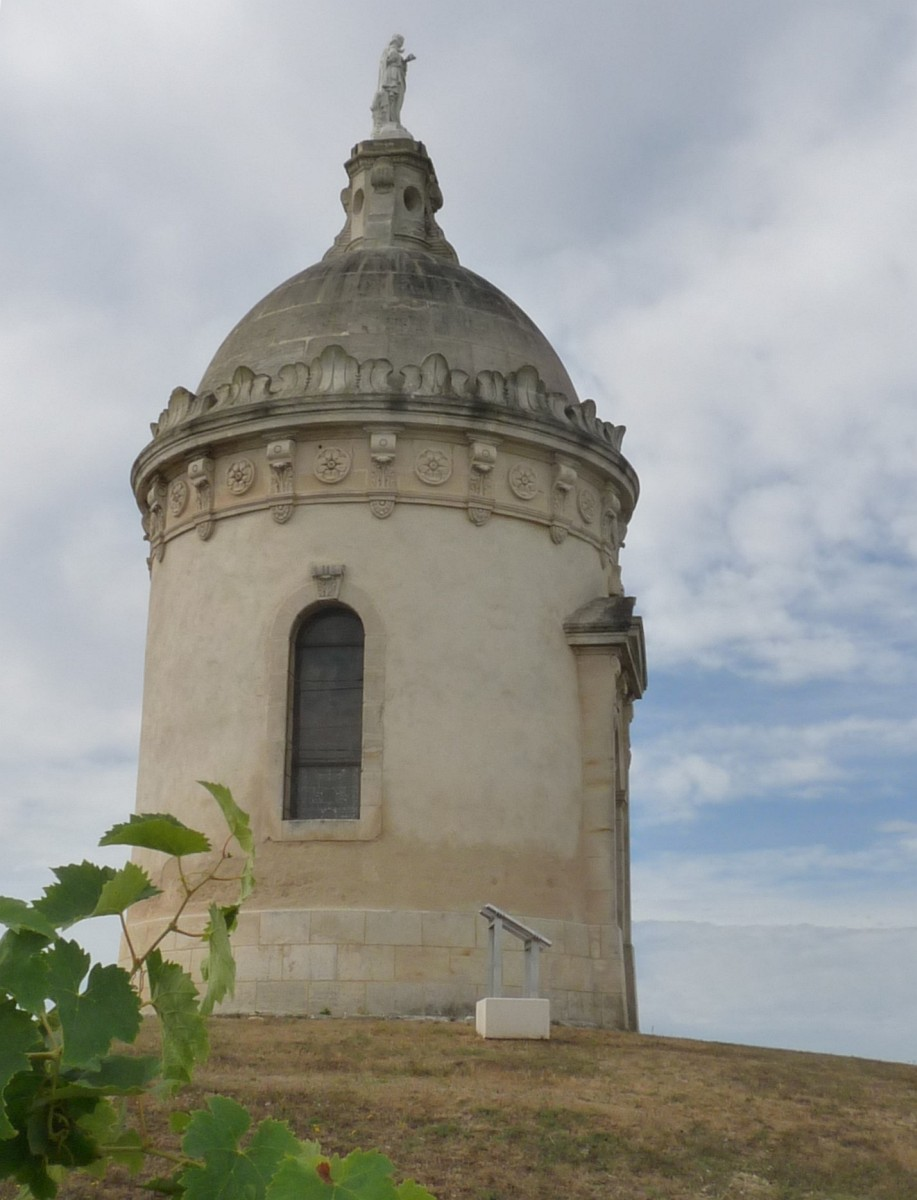
Kapelle Notre-Dame-des-Champs

Die Kapelle Notre-Dame-des-Champs steht inmitten der Felder etwa 200 m südwestlich des Kernorts an der D 146, westlich der Eisenbahnstrecke von Pons nach Jonzac und der D 134. Sie wurde gegen Ende des 19. Jahrhunderts von den Eigentümern des Château de Favières errichtet, nachdem deren Tochter nach einer Pilgerreise nach Lourdes geheilt worden war. Auf der gemauerten Kuppel des kleinen, zylindrischen Bauwerks steht eine Marienstatue, die über die umliegenden Felder und Weinberge blickt. Zwei schmuckvolle Gesimse umlaufen die Oberkante des Zylinders und den unteren Rand der Kuppel. Die Tür ist von Pilastern eingerahmt, die einen Giebelbogen tragen. Eines der Fenster zeigt einen Sämann, der unter den Augen Marias mit dem Kind seine Saat auswirft.

### Château de Favières
Das Anfang des 17. Jahrhunderts erbaute Château de Favières steht an der D 134 etwa 600 m südlich der Kernsiedlung. Ein Vorgängerbau und die Ländereien kamen 1598 durch Kauf an Louis de Foix (~1536–1602), den ersten Baumeister des Leuchtturms von Cordouan, der gleichzeitig in den Adelsstand erhoben wurde. Sein Sohn Pierre de Foix verkaufte den Besitz spätestens 1616 an Jean de Saint-Mauris, und dieser ließ das Schloss erheblich, im Wesentlichen zu seinem heutigen Erscheinungsbild, ausbauen.

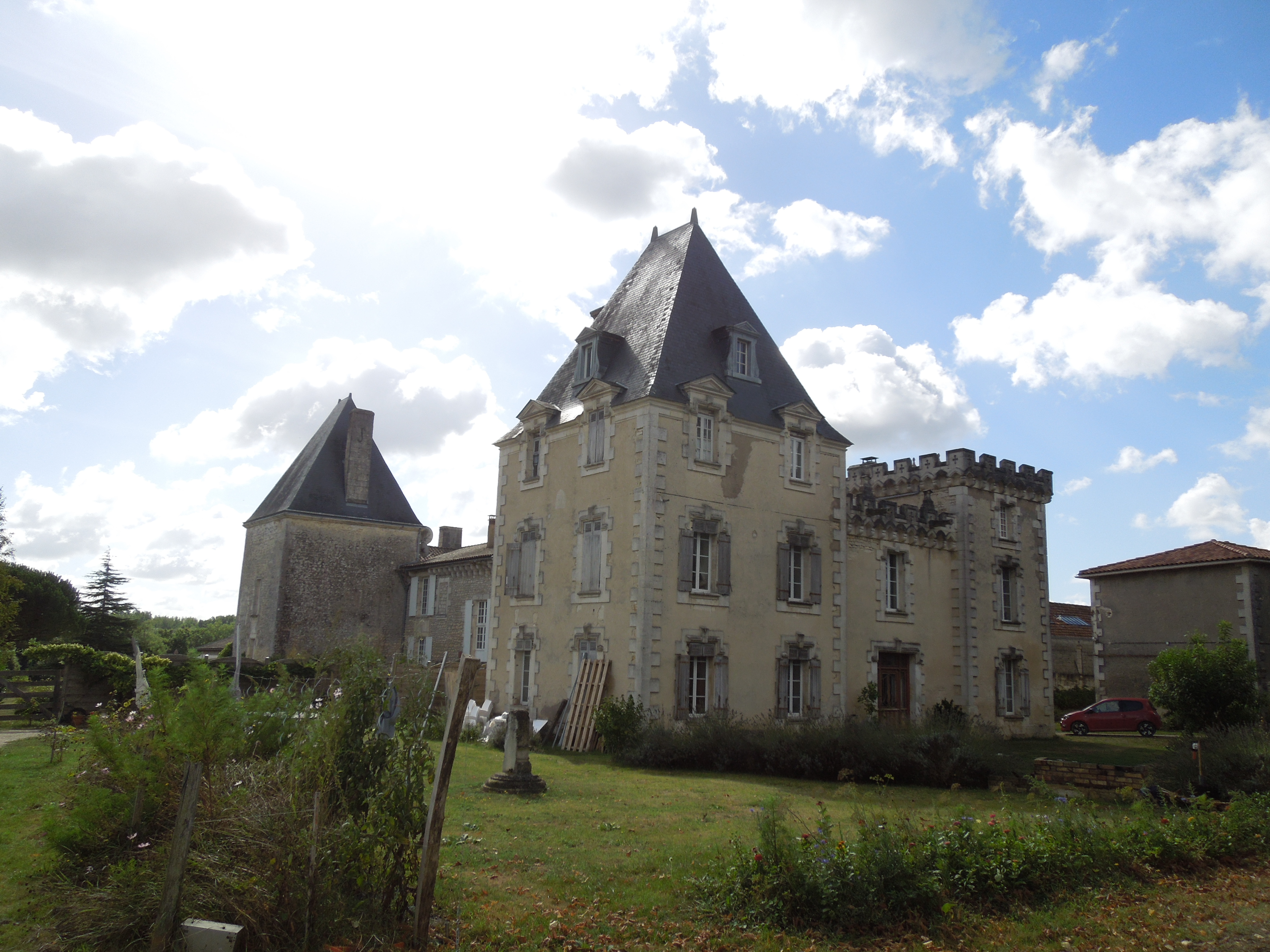
Das Château de Favières

Das Schloss, an der Ostseite des Anwesens, ist zweistöckig und wird an beiden Enden des Corps de Logis von je einem dreistockigen Pavillon mit schiefergedeckten Zeltdach flankiert. Der nordöstliche Pavillon wurde im späten 19. Jahrhundert in pseudo-mittelalterlichem Stil umgestaltet. Im Norden ist rechtwinklig nach Westen ein kurzer, zweistöckiger, einachsiger Seitenflügel angebaut, an den im Westen ein dreistöckiger turmartiger Pavillon mit flachem Dach und Zinnen anschließt. An der Ostseite führt eine Freitreppe über eine steinerne Treppe hinunter in den Garten; dies legt nahe, dass der Bau einst, zumindest teilweise, von einem Graben umgeben war. An den Südwestpavillon des Corps de Logis wurde im 19. Jahrhundert ein langer, niedriger und architektonisch sehr schlichter Nebentrakt in gerader Verlängerung des Hauptgebäudes angebaut. Heute ist das Schloss in mehrere Wohnungen unterteilt; es ist der Öffentlichkeit daher nicht zugänglich.
Die Südwestseite des Anwesens wird von einem langgestreckten Trakt ehemaliger Stallungen und Wirtschaftsräume eingenommen. Dessen entlang der Straße D 134 verlaufende Außenmauer wird an beiden Enden von einem Pseudo-Wachturm beschlossen, im Nordwesten ein zylindrischer, im Südosten ein quadratischer. Bei letzterem befindet sich die Einfahrt in den Park sowie auch der Eingang zu den wechselnden Ausstellungen zeitgenössischer Malerei und Skulptur, die dort jährlich von April bis September im Centre Artistique du Château de Favières und im Schlosspark stattfinden.